# Milan Milijaš
Milan Milijaš (en serbi: Mилaн Mилиjaш; nascut el 12 d'octubre de 1976 a Zemun) és un exfutbolista serbi, que ocupava la posició de defensa.
Va militar a diversos clubs serbis, com el FK Zemun, el Partizan de Belgrad o l'OFK Belgrad. També va formar a la lliga espanyola amb el RCD Mallorca i el Màlaga CF.